# قائمة دول ناطقة بالألمانية كلغة رسمية

الحالة القانونية للغة الألمانية في أوروبا:
الألمانية إحدى اللغات الرسمية واللغة الأم لغالبية السكان
الألمانية إحدى اللغات الرسمية ولكنها ليست اللغة الأم لغالبية السكان
الألمانية (أو إحدى لهجاتها) مُعترف بها قانونياً كلغة أقلية (تشير المربعات إلى تشتت كبير في التوزع الجغرافي للسكان أو صِغر التوزع بالنسبة لمقياس الخريطة)
الألمانية (أو أحد متغيراتها) تتكلمها أقلية كبيرة نسبياً ولكنها لا تحظى باعتراف قانوني

ما يلي قائمة الدول حيث الألمانية هي اللغة الرسمية.

## الألمانية كلغة رسمية
الألمانية هي اللغة الرسمية في ست دول ذات سيادة، والتي يبلغ عدد سكانها مجتمعة أكثر من 100 مليون شخص.
```
تعد الألمانية اللغة الرسمية الوحيدة في 
ألمانيا
 
والنمسا
 
وليختنشتاين
.
```

النسبة من اجمالي المتحدثين الاصليين
لسويسرا أربع لغات رسمية (الألمانية والفرنسية والإيطالية والرومانشية)، والألمانية هي الأكثر انتشاراً في البلاد حيث يتحدثها ما يُقرب من 65% من السكان كلغة أم، وفي بلجيكا يوجد ثلاث لغات رسمية هي الهولندية والفرنسية والألمانية حيث يتحدث الألمانية 1% من السكان كلغة أم، ونحو 22% كلغة ثانية. ويتركز المجتمع الناطق بالألمانية في الجزء الجنوبي الشرقي من بلجيكا.
بينما تعد اللوكسمبورغية اللغة الرسمية الأكثر انتشاراً في لوكسمبورغ وهي لغة مشتقة من الألمانية كما أن الألمانية والفرنسية تعد لغات رسمية في البلاد أيضاً.

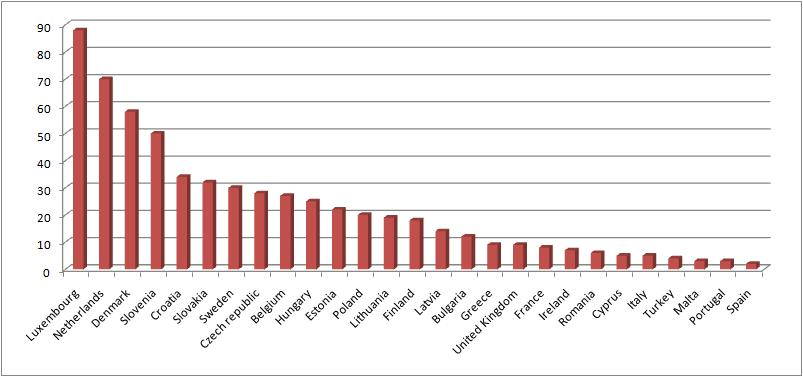
نسبة معرفة الالمانية في أوروبا وتركيا

خريطة نسبة معرفة الالمانية في أوروبا

| البلد      | التعداد السكاني | المتحدثون          | المتحدثون            | ملاحظات                                         |
| البلد      | التعداد السكاني | المتحدثون الأصليون | المتحدثون كلغة ثانية | ملاحظات                                         |
| ---------- | --------------- | ------------------ | -------------------- | ----------------------------------------------- |
| المانيا    | 81,083,600      | 74,430,000 (91.8%) | 5,600,000 (6.9%)     | هي اللغة الرسمية الوحيدة للبلاد                 |
| بلجيكا     | 11,245,629      | 73,000 (0.6%)      | 2,472,746 (22%)      | أحد اللغات الرسمية والمحكية في البلاد           |
| النمسا     | 8,602,112       | 7,999,964 (93%)    | 516,000 (6%)         | اللغة الرسمية للبلاد                            |
| سويسرا     | 8,256,000       | 5,329,393 (64.6%)  | 395,000 (5%)         | أهم اللغات الرسمية للبلاد وأكثرها انتشارا بينهم |
| لوكسمبورغ  | 562,958         | 11,256 (2%)        | 388,402 (69%)        | إحدى اللغات الرسمية للبلاد                      |
| ليختنشتاين | 37,370          | 32,075 (85.8%)     | 5,200 (13.9%)        | اللغة الرسمية                                   |
| الاجمالي   | 109,787,669     | 87,875,432         | 9,368,946            | إجمالي المتحدثين في هذه البلدان: 97,244,378     |

## الكيانات التابعة
مُنِحت بعض المناطق التابعة للإمبراطورية النمساوية المجرية والإمبراطورية الألمانية إلى الدول المجاورة نتيجة هزيمتهما في الحرب العالمية الاولى. ورغم انخفاض عدد المتحدثين بالألمانية في تلك المناطق، إلَّا أنها ما زالت تحتوي على عدد من المتحدثين الاصليين للغة الألمانية
- البرازيل هي اللغة الثقافية في إسبيريتو سانتو.[1] وتعتبر لغة رسمية في 9 بلديات أخرى في جنوب البرازيل.
- البوسنة والهرسك لغة رسمية لبعض الأقليات.[2]
- جمهورية التشيك لغة رسمية لبعض الأقليات.[2][3][4]
- الدنمارك لغة رسمية لبعض الاقليات في إقليم سيد دنمارك[2][5][6]
- المجر لغة رسمية لبعض الاقليات[2][7][8]
- إيطاليا تنتشر في مقاطعة ترينتو [9] في بلدات مثل Cimbrian" & "Mòcheno/Fersentalerisch"); بييمونتي[10]/وادي أوستا[11] (as Walser German); فريولي فينيتسيا جوليا[12] (عدة لهجات))
- كازاخستان مُعترف بها كلغة أقلية رسمية.[13]
- ناميبيا تعتبر إحدى اللغات الرسمية للبلاد.[3][14]
- بولندا يوجد الكثير من البلديات في بولندا والتي تعد الألمانية فيها هي اللغة الرسمية حيث أنها تعد رسمية في 31 بلدة.[2]
- رومانيا لغة رسمية لبعض الاقليات[2][3][15]
- روسيا الألمانية اللغة الاصلية في مقاطعة اسوف الألمانية والتي تحكمها روسيا حاليا [16]
- سلوفاكيا هي لة رسمية للاقليات وتعد لغة رسمية في قريتين [2]
- أوكرانيا لغة رسمية للاقليات[2]
- فرنسا على الرغم من ان فرنسا تسيطر على الألزاس واللورين وموسيل الفرانكونية[17] الا ان اللغة الألمانية العليا محكية بشكل كبير هناك حيث انها تعتبر لغة مناطقية.
- جنوب أفريقيا الالمان المهاجري إلى هناك يتحدثون بين عائلاتهم بالالمانية كتعبير عن احترامهم للغتهم.[18]

يوجد في الأرجنتين وأستراليا وكندا وكوستاريكا وباراغواي، بالإضافة إلى الولايات المتحدة العديد من متحدثي اللغة الألمانية، إلَّا أنهم قليلون نسبيا حيث أن نسبة ذوي الاصول الألمانية في تلك الدول أعلى بكثير من نسبة متحدثيها.
- هولندا تعد من لغات الاقليات الا ان اللغة الألمانية والهولندية متشابهتان إلى حد كبير.

## اللغة الألمانية خارج أوروبا

اللغة الالمانية في العالم

يوجد في العالم حوالي 220 مليون نسمة يستطيعون تحدث الألمانية كلغة اولى أو ثانية أو لغة اجنبية وهذه قائمة للالمانية المحكية خارج أوروبا
|                  | الألمانية العادية | Hunsrik   | الألمانية السفلى وال Plautdietsch | لغة ألمانية بنسلفانية | Hutterite German |
| الارجنتين        | 400,000           | —         | 4,000                             | —                     | —                |
| أستراليا         | 79,000            | —         | —                                 | —                     | —                |
| بيليز            | —                 | —         | 9,360                             | —                     | —                |
| بوليفيا          | 160,000           | —         | 60,000                            | —                     | —                |
| البرازيل         | 1,500,000         | 3,000,000 | 8,000                             | —                     | —                |
| كندا             | 430,000           | —         | 80,000                            | 15,000                | 23,200           |
| تشيلي            | 35,000            | —         | —                                 | —                     | —                |
| كوستاريكا        | —                 | —         | 2,000                             | —                     | —                |
| اسرائيل          | 200,000           | —         | —                                 | —                     | —                |
| كازاخستان        | 30,400            | —         | 100,000                           | —                     | —                |
| المكسيك          | —                 | —         | 40,000                            | —                     | —                |
| ناميبيا          | 22,500            | —         | —                                 | —                     | —                |
| نيوزيلندا        | 36,000            | —         | —                                 | —                     | —                |
| الباراغواي       | 166,000           | —         | 40,000                            | —                     | —                |
| روسيا            | 394,138           | —         | —                                 | —                     | —                |
| جنوب أفريقيا     | 12,000            | —         | —                                 | —                     | —                |
| الأوروغواي       | 28,000            | —         | 2,000                             | —                     | —                |
| الولايات المتحدة | 1,104,354         | —         | 12,000                            | 118,000               | 10,800           |
| المجموع          | 4,597,392         | 3,000,000 | 357,360                           | 133,000               | 34,000           |